# Aletris aurea
Aletris aurea är en enhjärtbladig växtart som beskrevs av Thomas Walter. Aletris aurea ingår i släktet Aletris och familjen myrliljeväxter. Inga underarter finns listade i Catalogue of Life.

## Bildgalleri

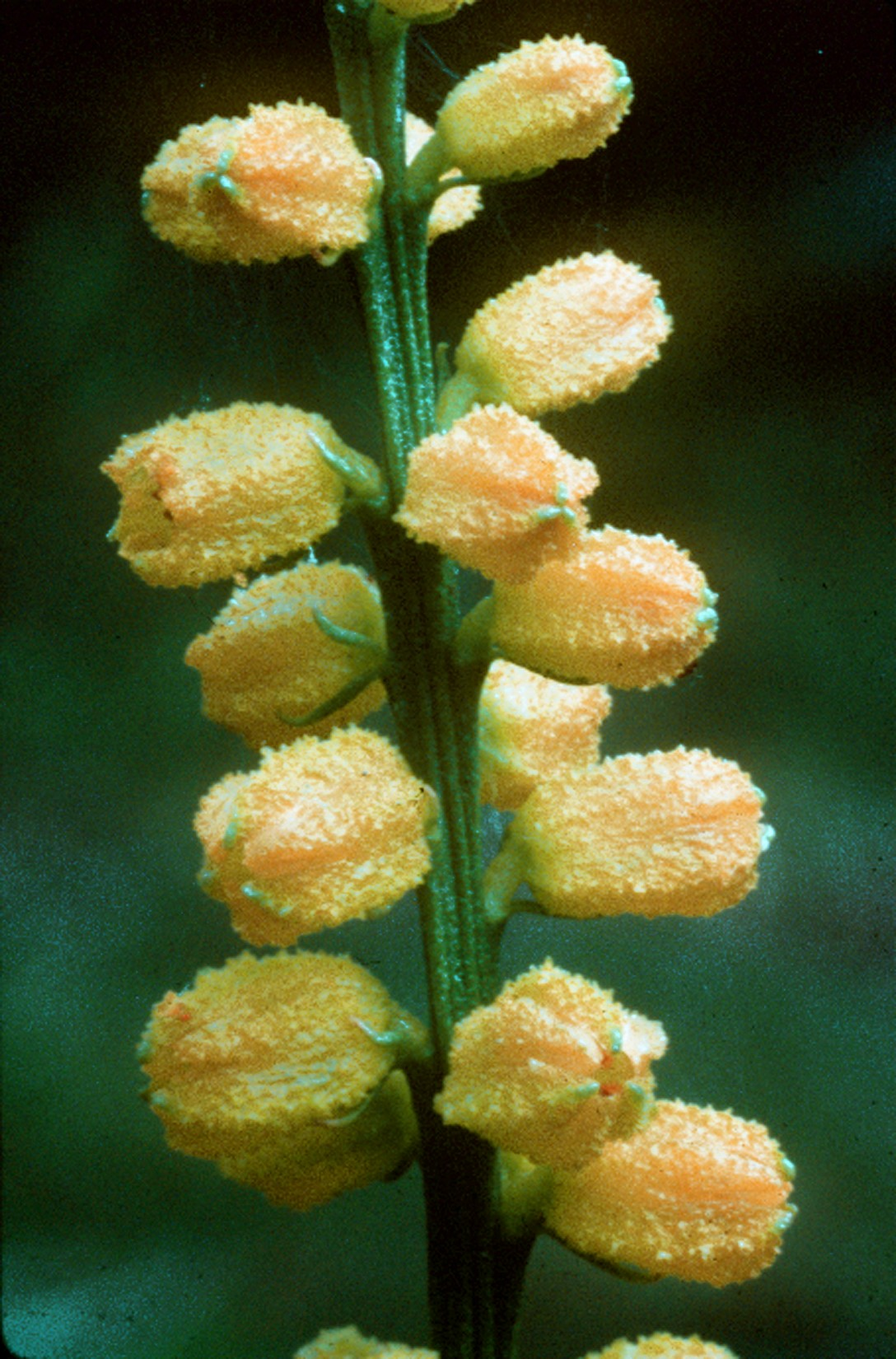